# Châtel-Gérard
Châtel-Gérard ist eine französische Gemeinde mit 199 Einwohnern (Stand: 1. Januar 2022) im Département Yonne in der Region Bourgogne-Franche-Comté (vor 2016 Bourgogne) im Osten Frankreichs. Die Gemeinde gehört zum Arrondissement Avallon und zum Kanton Chablis (bis 2015 Noyers). 

## Geografie
Châtel-Gérard liegt etwa 40 Kilometer ostsüdöstlich von Auxerre. Umgeben wird Châtel-Gérard von den Nachbargemeinden Sarry im Norden und Nordwesten, Étivey im Osten und Nordosten, Bierry-les-Belles-Fontaines im Osten und Südosten, Santigny und Marmeaux im Süden, Talcy und Thizy im Südwesten sowie Annoux im Westen. 

## Einwohnerentwicklung
| Jahr                      | 1962 | 1968 | 1975 | 1982 | 1990 | 1999 | 2006 | 2013 |
| ------------------------- | ---- | ---- | ---- | ---- | ---- | ---- | ---- | ---- |
| Einwohner                 | 422  | 394  | 306  | 307  | 286  | 253  | 250  | 247  |
| Quelle: Cassini und INSEE |      |      |      |      |      |      |      |      |

## Sehenswürdigkeiten

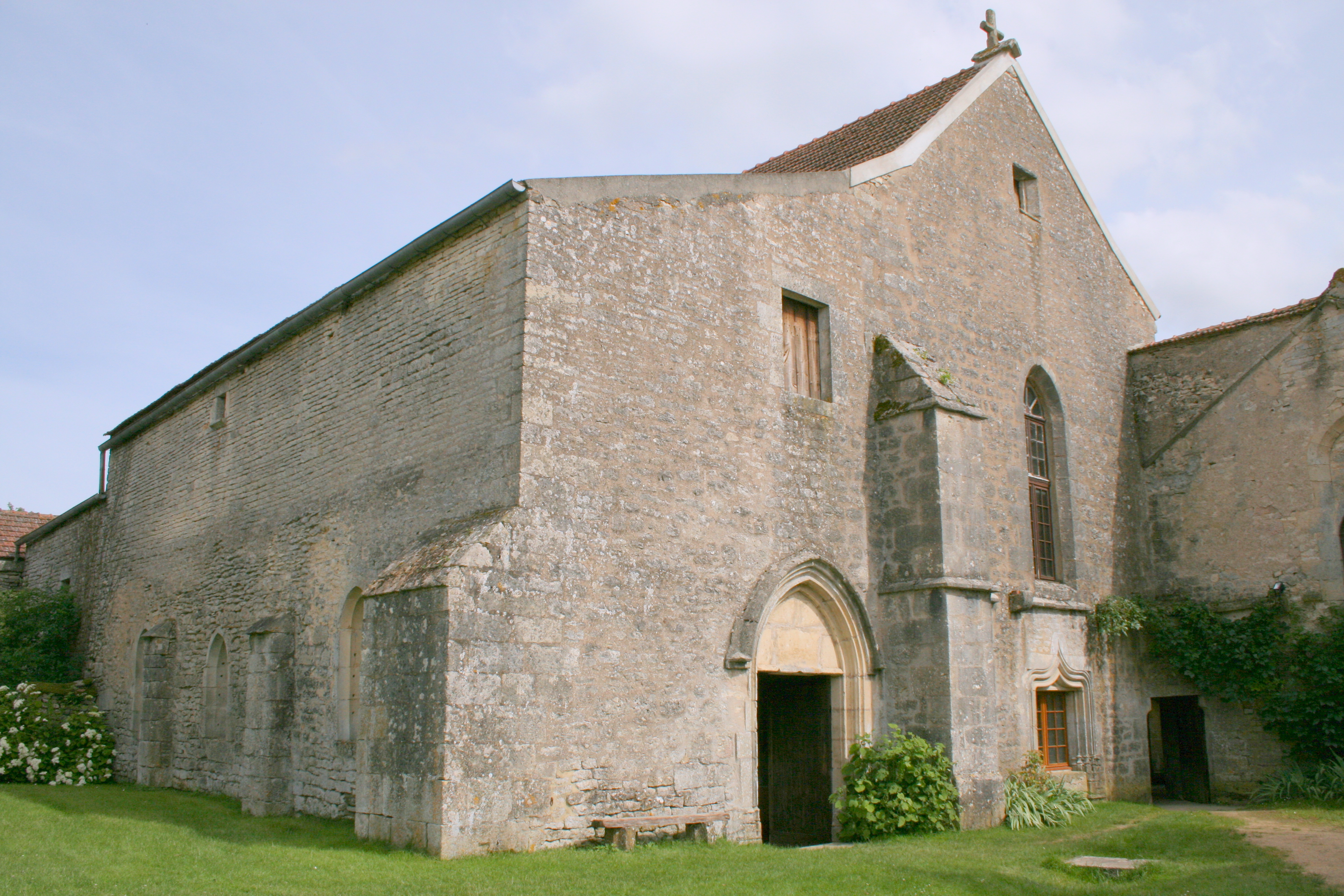
Priorat von Vausse

- Kirche Saint-Loup
- Priorat von Vausse